# Luxemburg op de Olympische Zomerspelen 1980
Luxemburg nam deel aan de Olympische Zomerspelen 1980 in Moskou, Sovjet-Unie. 

## Deelnemers en resultaten

### Atletiek
| Olympiër     | Discipline            | Resultaat | Prestatie      |
| ------------ | --------------------- | --------- | -------------- |
| Lucien Faber | 20km snelwandelen (m) | DNF       | niet gefinisht |

### Boogschieten
| Olympiër    | Discipline      | Resultaat | Prestatie                                                                            |
| ----------- | --------------- | --------- | ------------------------------------------------------------------------------------ |
| André Braun | individueel (m) | DNF       | 1ste ronde: 6de met 1218 punten 2de ronde: 20ste met 1168 punten totaal: 2386 punten |

### Schietsport
| Olympiër      | Discipline             | Resultaat | Prestatie                  |
| ------------- | ---------------------- | --------- | -------------------------- |
| Roland Jacoby | 50m geweer 3 houdingen | 34e       | 1099 punten: (394-369-336) |
| Roland Jacoby | 50m geweer liggend     | 11e       | 596 punten                 |

Afghanistan · Algerije · Andorra · Angola · Australië · België · Benin · Birma · Botswana · Brazilië · Bulgarije · Colombia · Congo-Brazzaville · Costa Rica · Cuba · Cyprus · Denemarken · Dominicaanse Republiek · Duitse Democratische Republiek · Ecuador · Ethiopië · Finland · Frankrijk · Griekenland · Groot-Brittannië · Guatemala · Guinee · Guyana · Hongarije · Ierland · IJsland · India · Irak · Italië · Jamaica · Joegoslavië · Jordanië · Kameroen · Koeweit · Laos · Lesotho · Libanon · Liberia · Libië · Luxemburg · Madagaskar · Mali · Malta · Mexico · Mongolië · Mozambique · Nederland · Nepal · Nicaragua · Nieuw-Zeeland · Nigeria · Noord-Korea · Oeganda · Oostenrijk · Peru · Polen · Portugal · Puerto Rico · Roemenië · San Marino · Senegal · Seychellen · Sierra Leone · Sovjet-Unie · Spanje · Sri Lanka · Syrië · Tanzania · Trinidad en Tobago · Tsjecho-Slowakije · Venezuela · Vietnam · Zambia · Zimbabwe · Zweden · Zwitserland